# Tetrastigma pedunculare
Tetrastigma pedunculare är en vinväxtart som först beskrevs av Nathaniel Wallich och Marmaduke Alexander Lawson och fick sitt nu gällande namn av Jules Émile Planchon. Tetrastigma pedunculare ingår i släktet Tetrastigma och familjen vinväxter. Inga underarter finns listade i Catalogue of Life.